# Episodi di Masters of Horror (seconda stagione)
La seconda stagione della serie televisiva dell'orrore Masters of Horror è stato trasmesso negli Stati Uniti dal 27 ottobre 2006 al 2 febbraio 2007 su Box 
| nº | Titolo originale            | Titolo italiano         | Prima TV USA     | Prima TV Italia |
| -- | --------------------------- | ----------------------- | ---------------- | --------------- |
| 1  | The Damned Thing            | Discordia               | 27 ottobre 2006  |                 |
| 2  | Family                      | Family                  | 3 novembre 2006  |                 |
| 3  | The V Word                  | V di vampiro            | 10 novembre 2006 |                 |
| 4  | Sounds Like                 | Rumori e tenebre        | 17 novembre 2006 |                 |
| 5  | Pro-Life                    | Il seme del male        | 24 novembre 2006 |                 |
| 6  | Pelts                       | Pelts - Istinto animale | 1º dicembre 2006 |                 |
| 7  | The Screwfly Solution       | Contro natura           | 8 dicembre 2006  |                 |
| 8  | Valerie on the Stairs       | La bestia               | 29 dicembre 2006 |                 |
| 9  | Right to Die                | Dal coma con vendetta   | 5 gennaio 2007   |                 |
| 10 | We All Scream for Ice Cream | Il gusto della paura    | 12 gennaio 2007  |                 |
| 11 | The Black Cat               | Il gatto nero           | 19 gennaio 2007  |                 |
| 12 | The Washingtonians          | Il cannibale            | 26 gennaio 2007  |                 |
| 13 | Dream Cruise                | Crociera di sangue      | 2 febbraio 2007  |                 |

## Discordia
- Titolo originale: The Damned Thing
- Diretto da: Tobe Hooper
- Scritto da: Richard Christian Matheson

### Trama
Nella città di Cloverdeal il padre del protagonista Kevin (Sean Patrick Flanery) ha ucciso la moglie e, nel tentativo di uccidere anche Kevin, viene squartato da una forza invisibile. Intanto Kevin cresce e diventa uno sceriffo. Improvvisamente iniziano una serie di morti violente e inspiegabili (un uomo si martella la testa a morte, il prete del posto (Ted Raimi) spara in bocca ad un uomo in confessione, ecc.), e Kevin inizia così a scavare nel suo passato per trovare una soluzione, mentre nel paese si scatena una furia omicida di massa.
- Ispirazione: la storia è ispirata al racconto The Damned Thing di Ambrose Bierce.

## Family

Una scena dell'episodio Family

- Titolo originale: Family
- Diretto da: John Landis
- Scritto da: Brent Hanley

### Trama
Harold, un uomo apparentemente cordiale e disponibile, è in realtà un serial killer sofferente di allucinazioni, che crea la sua famiglia ideale con gli scheletri delle sue vittime. Quando arriveranno i suoi nuovi vicini Celia e David, Harold deciderà di rimpiazzare sua moglie con Celia. Le cose non andranno come previste, con un finale paradossale.

## V di vampiro
- Titolo originale: The V Word
- Diretto da: Ernest Dickerson
- Scritto da: Mick Garris

### Trama
Due ragazzi si recano in un obitorio dove faranno la conoscenza di un vampiro. Uno di loro sarà morso e trasformato in un succhiasangue mentre l'altro riuscirà a fuggire. La vicenda sconvolgerà la tranquilla vita familiare dei ragazzi.
- Curiosità: Il videogioco che appare durante i titoli di testa e viene citato durante il film è Doom 3.

## Rumori e tenebre
- Titolo originale: Sounds Like
- Diretto da: Brad Anderson
- Scritto da: Brad Anderson

### Trama
L'episodio tratta di Larry Pearce (Chris Bauer) che acquisisce una particolare capacità, quella di amplificare, all'interno del suo impianto uditivo, qualunque rumore intorno a sé, rendendo quasi invivibile la giornata. Il suo già difficile stato viene ulteriormente alterato dalla prematura morte del figlio, a causa di irrimediabili problemi al cuore. 
La vita di Larry andrà peggiorando a causa di questa sonorità oppressiva, che lo porterà alla più completa follia.
- Ispirazione: la storia è ispirata ad un racconto di Mike O'Driscoll.

## Il seme del male
- Titolo originale: Pro-Life
- Diretto da: John Carpenter
- Scritto da: Drew McWeeny, Scott Swan

### Trama
Dwayne Burcell, un fanatico religioso, si apposta davanti alla clinica abortiva dove sua figlia evidentemente incinta si trova dopo essere stata ritrovata da un collega della clinica mentre scappa inseguita da qualcuno; dopo poco appare appunto il padre.  Perduta la pazienza, Dwayne non può più aspettare e cerca con la forza di rapire sua figlia dalle cure dei medici.  Nel frattempo questi ultimi la visitano, e mentre la ragazza cerca timorosamente di spiegare cosa sia successo, il personale capisce che è stata messa incinta da qualcuno di scomodo, ma quando lei confessa che è successo solo il sabato precedente il medico la blocca, credendola in grave stato confusionale, dato lo stato avanzato della gravidanza.  Dwayne, aiutato dagli altri tre figli, riesce ad accedere alla clinica e l'ambiente diventa presto scenario di guerra, con tanto di fucili e pistole.  I medici, che oramai non possono più considerare l'opzione dell'aborto, cercano di far partorire la ragazza, la quale mostra segni via via più evidenti di una gravidanza che avanza troppo velocemente, fino a scovare nella pancia un essere mostruoso. Il bimbo deforme, che la ragazza fa di tutto per eliminare ma che il padre vuole a tutti i costi salvare dopo aver udito una voce nella sua testa, è figlio di un demone, che sorgerà dagli inferi per reclamare a sé la propria prole.
- Interpreti: Ron Perlman (Dwayne Burcell), Caitlin Wachs (Angelique Burcell), Mark Feuerstein (Dr. Alex O'Shea), Emmanuelle Vaugier (Kim), Bill Dow (Dr. Kiefer)

## Pelts - Istinto animale
- Titolo originale: Pelts
- Diretto da: Dario Argento
- Scritto da: Matt Venne

### Trama
La pellicola parla di una maledizione legata alla realizzazione di una pelliccia, che racchiude una particolare magia capace d'incantare chiunque ne venga a contatto. Il pellicciaio Jake Feldman, viene in possesso di un carico di pellicce di procione, rubate ad una vecchia signora legata spiritualmente con gli stessi animali citati. Progressivamente chi ne viene in possesso, è preso da un'insana voglia di farsi del male.
- Ispirazione: la storia è ispirata ad un racconto di F. Paul Wilson.
- Interpreti: Meat Loaf (Jake Feldman), John Saxon (Jeb 'Pa' Jameson), Ellen Ewusie (Shana), Link Baker (Lou Chinaski), Brenda McDonald (Mother Mayter), Michal Suchánek (Larry Jameson), Emilio Salituro (Sergio), Elise Lew (Sue Chin Yao), Shawn Hall (Bouncer), Sylvesta Stuart (Beefy Bouncer), Melissa Gonzalez (Mira)

## Contro natura
- Titolo originale: The Screwfly Solution
- Diretto da: Joe Dante
- Scritto da: Sam Hamm

### Trama
Misteriose presenze aliene hanno deciso di sterminare la razza umana servendosi di un metodo alquanto particolare: inculcare nelle menti maschili odio e istinto omicida nei confronti delle donne.
In poco tempo la popolazione femminile viene decimata nei modi più barbari e con ferocia assurda da persone di sesso maschile di ogni tipo.
Un entomologo scopre che si tratta di un metodo utilizzato in passato per estinguere un genere di insetto che arrecava ingenti danni all'agricoltura, ed insieme ad un collega cercherà una soluzione.
Purtroppo subirà egli stesso gli effetti, con terribili conseguenze per la moglie e la figlia che pur essendo stata avvertita da lui stesso del pericolo, sola ed impaurita non si trattiene alla tentazione di ricevere suo padre.
- Ispirazione: la storia è ispirata ad un racconto di James Tiptree Jr.

## La bestia
- Titolo originale: Valerie on the Stairs
- Diretto da: Mick Garris
- Scritto da: Mick Garris

### Trama
Un giovane scrittore si trasferisce in una residency di scrittori dove altri scrittori come lui stanno iniziando o terminando il loro capolavoro. Il giovane viene a contatto con strane visioni che possono sembrare frutto della sua fantasia, ma che invece si rivelano un segreto che condividono anche gli altri coinquilini della residenza. Dietro la porta della soffitta si manifesta il segreto che forse viene concepito e mantenuto dalla fantasia avvizzita di quegli scrittori falliti messa a duro confronto con quella del giovane appena arrivato.
- Ispirazione: la storia è basata su un racconto di Clive Barker.

## Dal coma con vendetta
- Titolo originale: Right to Die
- Diretto da: Rob Schmidt
- Scritto da: John Esposito

### Trama
Quando sua moglie finisce in coma in seguito a un incidente, un uomo deve decidere se staccarle la spina. Ma lo spirito della consorte ha qualcosa da dire in proposito.

## Il gusto della paura
- Titolo originale: We All Scream for Ice Cream
- Diretto da: Tom Holland
- Scritto da: David J. Schow

### Trama
Molti anni dopo aver provocato, con uno stupido scherzo, la morte di un venditore di gelati, alcuni ragazzi divenuti adulti devono affrontarne la tremenda vendetta.
- Ispirazione: la storia è basata sul racconto I Scream, You Scream, We All Scream for Ice Cream di John Farris.

## Il gatto nero
- Titolo originale: The Black Cat
- Diretto da: Stuart Gordon
- Scritto da: Stuart Gordon, Dennis Paoli

### Trama
Edgar Allan Poe è a corto di idee e senza denaro. Nonostante tutto ciò, è costantemente tormentato da un gatto nero che progressivamente o distruggerà la sua vita o gli ispirerà uno dei suoi racconti più celebri.
- Ispirazione: la storia è tratta dal racconto omonimo di Edgar Allan Poe.
- Interpreti: Jeffrey Combs (Edgar Allan Poe), Elyse Levesque (Virginia Poe), Aron Tager (George Graham), Eric Keenleyside (Sgt. Booker), Patrick Gallagher (Barman), Ken Kramer (dottore

## Il cannibale
- Titolo originale: The Washingtonians
- Diretto da: Peter Medak
- Scritto da: Richard Chizmar, Johnathon Schaech

### Trama
Quando scopre, dietro a un ritratto di George Washington, una lettera in cui il leggendario presidente discute l'idea di divorare bambini, Mike cerca di appurarne l'autenticità e diventa bersaglio di una setta di cannibali.
- Ispirazione: la storia è basata su un racconto di Bentley Little.

## Crociera di sangue
- Titolo originale: Dream Cruise
- Diretto da: Norio Tsuruta
- Scritto da: Norio Tsuruta, Naoya Takayama

### Trama
Jack Miller accetta di andare in vacanza con uno dei suoi clienti più ricchi. Con loro anche la moglie del cliente, con la quale Jack intrattiene una relazione segreta. Ben presto eventi soprannaturali si manifesteranno, trasformando la crociera in un evento macabro e spaventoso, e trascinando i protagonisti  in un incubo senza fine.
- La storia è basata su un racconto di Kōji Suzuki.